# Marvel Studios
Marvel Studios, LLC, conosciuta fino al 1996 come Marvel Films, è una casa di produzione cinematografica e televisiva statunitense con sede a Burbank, California.
Fondata nel 1993 dalla Marvel Entertainment, dal 2004 assume l'attuale denominazione. Lo studio dal 2009 fa parte di The Walt Disney Studios.
Marvel Studios controlla anche le divisioni Marvel Music, MVL Productions LLC e Marvel Animation. 
I film dei Marvel Studios a partire da The Avengers sono distribuiti dalla Walt Disney Studios Motion Pictures, ad eccezione dei primi film dal 2008 al 2011 (Iron Man, Iron Man 2, Thor e Captain America - Il Primo Vendicatore) distribuiti da Paramount Pictures, il film sul L'incredibile Hulk (2008), distribuito da Universal Studios, e di Spider-Man: Homecoming (2017), Spider-Man: Far from Home (2019) e Spider-Man: No Way Home (2021) distribuiti dalla Columbia Pictures.

## Storia
Durante il periodo in cui la Marvel era conosciuta come Timely Comics, fu prodotto un serial cinematografico con protagonista Capitan America dal titolo, appunto, Captain America.
Negli anni settanta, la Marvel Entertainment vendette i diritti di sfruttamento di alcuni personaggi ad alcuni studi cinematografici. Inizialmente fu prodotta una serie TV composta da corti con protagonista l'Uomo Ragno e titolata Spidey Super Stories. Durante gli anni settanta fu prodotta The Amazing Spider-Man, serie TV incentrata sul personaggio dell'Uomo Ragno, da cui furono tratti tre film (L'uomo Ragno, L'uomo Ragno colpisce ancora e L'uomo Ragno sfida il drago); poco tempo dopo fu Hulk ad ottenere una riduzione televisiva con Bill Bixby e Lou Ferrigno, dalla quale furono estrapolati cinque film (L'incredibile Hulk, Morte in famiglia, Processo all'incredibile Hulk, La rivincita dell'incredibile Hulk e La morte dell'incredibile Hulk).
Nello stesso periodo furono realizzati tre film destinati alla televisione: Dr. Strange, Capitan America e il sequel Captain America II: Death Too Soon. Nel 1986 fu prodotta una pellicola cinematografica basata sul personaggio di Howard il papero, intitolata Howard e il destino del mondo. Successivamente, nel 1989, fu realizzato Il vendicatore, basato sul personaggio di Punisher ed interpretato da Dolph Lundgren. Nello stesso anno fu realizzato un nuovo film su Capitan America. I primi anni novanta furono caratterizzati anche da un pilot di una serie televisiva mai realizzata dedicata ai Power Pack. La Marvel Productions cambiò nome in Marvel Films nel 1993 e poi in Marvel Studios nel 1996, con Avi Arad come Chief Executive Officer (carica che mantenne fino al 1998, quando assunse ruoli di produttore esecutivo nella produzione dei film).
Negli anni novanta fu realizzata una pellicola sui Fantastici Quattro che non vide mai la luce; furono realizzati anche due film televisivi (Generation X e Nick Fury). Successivamente, nei primi anni del 2000, fu realizzata una serie televisiva ispirata vagamente agli X-Men e intitolata Mutant X.
Tra gli anni ottanta e novanta, la Marvel vendette i diritti dei propri personaggi a numerosi studios cinematografici. Questo ha impedito, nel corso degli anni, di far apparire o soltanto citare in un film dedicato ad un supereroe altri personaggi della casa editrice, così come la possibilità di produrre un film corale che potesse raggruppare numerosi personaggi diversi.
Con la nascita, nel 2004, dei Marvel Studios questo problema si è ridotto dando possibilità alla Marvel di poter realizzare film con citazioni, comparse, easter eggs o film corali; nonostante ciò, ad oggi, i Marvel Studios non possiedono tutti i diritti dei loro personaggi.
Prima di iniziare a produrre i film indipendentemente dagli altri studios, i Marvel Studios hanno partecipato alla produzione di svariate pellicole basate su personaggi Marvel Comics. Il primo film in co-produzione con il nome dei Marvel Studios fu Blade (1998), con Wesley Snipes e diretto da Stephen Norrington. Nel 1998 vengono venduti alla 20th Century Fox i diritti cinematografici degli X-Men, protagonisti di una duratura serie di film. Negli anni successivi si susseguono altre produzioni, tra le quali la serie di Spider-Man prodotta dalla Sony Pictures.
A partire dal 2005 i Marvel Studios, sotto la direzione di Kevin Feige, decisero che avrebbero cominciato a produrre indipendentemente i propri film e a distribuirli attraverso la Paramount Pictures. La Marvel infatti aveva ricevuto un profitto relativamente piccolo da questi accordi con gli altri studios per i diritti di sfruttamento dei suoi personaggi e decise quindi di voler maggior controllo creativo sui propri progetti.
Il 31 dicembre 2009 la Walt Disney Company ha acquistato la Marvel Entertainment per $4 miliardi. Nel giugno 2010 la Marvel Entertainment ha creato la divisione televisiva Marvel Television, affidando a Jeph Loeb il ruolo di Vice Presidente Esecutivo. Nell'estate dello stesso anno la Disney ha comprato i diritti di distribuzione di Iron Man, Iron Man 2, Thor, Captain America - Il primo Vendicatore, The Avengers e Iron Man 3 dalla Paramount Pictures, il cui logo è ugualmente presente nel materiale promozionale e all'inizio dei film.
Nel 2012, in occasione dell'uscita di The Amazing Spider-Man, Disney e Sony Pictures hanno negoziato un accordo tramite il quale la Disney ha acquisito i diritti sul merchandise su tutti i futuri film di Spider-Man, mentre la Sony ha ottenuto la percentuale di diritti della Marvel sul personaggio.
Nel febbraio 2015 Sony Pictures e i Marvel Studios hanno annunciato un accordo per realizzare un nuovo film su Spider-Man ambientato all'interno del Marvel Cinematic Universe. Il film sarà prodotto da Kevin Feige e Amy Pascal. I diritti cinematografici di Spider-Man rimarranno alla Sony.
Nell'agosto 2015 i Marvel Studios sono stati integrati nei The Walt Disney Studios, e Feige risponderà direttamente al presidente dei Walt Disney Studios Alan Horn invece che al CEO della Marvel Entertainment Isaac Perlmutter. Marvel Animation e Marvel Television rimangono invece sotto il controllo della Marvel Entertainment e di Perlmutter.
A seguito dell'acquisizione della 21st Century Fox da parte di The Walt Disney Company nel 2019 per 52,4 miliardi di dollari, i Marvel Studios rientrano in possesso dei diritti cinematografici precedentemente ceduti alla 20th Century Fox, ottenendo la possibilità di sfruttamento della saga degli X-Men, dei Fantastici 4 e di Deadpool.

## Marvel Knights
Marvel Knights è una sotto-etichetta dei Marvel Studios usata per i film più violenti e cupi dello studio. L'etichetta è stata usata nel 2008 in occasione dell'uscita di Punisher - Zona di guerra; è stata nuovamente usata nel 2012 per Ghost Rider - Spirito di vendetta.

## Divisioni
- MVL Productions LLC, divisione cinematografica[11][12]
- Marvel Animation, unità che supervisiona le produzioni animate
- Marvel Music

## Dirigenza
- Avi Arad
  - Presidente di Marvel Films e CEO, (1993 – agosto 1996)
  - Presidente del consiglio d'amministrazione dei Marvel Studios e CEO, (agosto 1998 – maggio 2006)
- Jerry Calabrese
- David Maisel
  - Direttore operativo, (2004 – settembre 2005)
  - Vice-presidente del consiglio d'amministrazione, (settembre 2005 - settembre 2006)
  - Presidente del consiglio d'amministrazione e CEO, (marzo 2007 – 2010)
- Michael Helfant, presidente e direttore operativo, (ottobre 2005)
- Kevin Feige, presidente di produzione, (marzo 2007 – in carica)
- Tim Connors, direttore operativo, (dicembre 2008 – in carica)

## Logo

Logo dei Marvel Studios usato dal 2013 al 2016.

A partire dall'uscita di Spider-Man, i Marvel Studios introdussero un logo creato da Imaginary Forces. Il logo era accompagnato dalle musiche del film e dal suono di pagine sfogliate. Questo logo è stato usato in tutti i film fino al 2013, quando con l'uscita di Thor: The Dark World la Imaginary Forces ha creato una versione aggiornata del logo. Il nuovo logo è stato usato in tutte le produzioni ambientate nel Marvel Cinematic Universe fino a Captain America: Civil War (2016). Oltre al nuovo logo i Marvel Studios hanno commissionato a Brian Tyler, autore delle musiche di Iron Man 3, Thor: The Dark World e Avengers: Age of Ultron, una fanfara d'accompagnamento, usata in Thor: The Dark World, Captain America: The Winter Soldier e Guardiani della Galassia. I primi due loghi erano composti da immagini tratte dai fumetti Marvel Comics che si succedono come se fossero pagine che vengono sfogliate. Nel luglio 2016 i Marvel Studios rivelarono un nuovo logo e una nuova fanfara, composta da Michael Giacchino, autore delle musiche di Doctor Strange. Il logo presenta inizialmente le stesse immagini tratte dai fumetti dei primi loghi, per poi passare a scene e concept art tratti dai film del Marvel Cinematic Universe. Questo logo viene usato a partire da Doctor Strange. Da Black Panther fino ad Avengers: Endgame, l'animazione del logo termina con un 10 rosso al posto del "IO" di "Studios", in occasione dei 10 anni di attività dell'MCU. Inoltre, in Avengers: Endgame, la fanfara è suonata solamente dalla metà degli strumenti, easter egg allo schiocco di Thanos, avvenuto in Avengers: Infinity War. Nel film Doctor Strange nel Multiverso della Follia, il logo assomiglia a quello visto nella prima stagione di What If, cioè ad un prisma, a significare le diverse realtà.

## Filmografia

### Film
I film prodotti o co-prodotti direttamente dai Marvel Studios sono ambientati all'interno del Marvel Cinematic Universe.

### Televisione

#### Animazione
Le serie animate realizzate prima del 1992 vennero prodotte da Marvel Productions. Le serie animate prodotte dopo il 2008 vennero invece prodotte da Marvel Animation, una controllata, fino al 2019 una controllata di Marvel Television.

#### Live action
Le serie televisive live action realizzate tra il 2010 e il 2019 sono prodotte da Marvel Television.
| Serie                             | Anno/i                     | Altre case di produzione                                                        | Distributore                 | Network originale | Notes                               |
| Marvel Films                      | Marvel Films               | Marvel Films                                                                    | Marvel Films                 | Marvel Films      | Marvel Films                        |
| --------------------------------- | -------------------------- | ------------------------------------------------------------------------------- | ---------------------------- | ----------------- | ----------------------------------- |
| Generation X                      | February 20, 1996 (pilota) | MT2 Services, Inc. / Marvel Films / New World Television Production / Fox Films | New World Entertainment      | Fox               | Episodio pilota non andato in onda. |
| Marvel Studios                    |                            |                                                                                 |                              |                   |                                     |
| Mutant X                          | 2001–2004                  | Fireworks Entertainment / Global Television Network                             | Tribune Entertainment        | Syndication       |                                     |
| Helstrom                          | 2020                       | ABC Signature                                                                   | Hulu                         | Hulu              |                                     |
| WandaVision                       | 2021                       |                                                                                 | Disney Platform Distribution | Disney+           | Parte del Marvel Cinematic Universe |
| The Falcon and the Winter Soldier | 2021                       |                                                                                 | Disney Platform Distribution | Disney+           | Parte del Marvel Cinematic Universe |
| Loki                              | 2021                       |                                                                                 | Disney Platform Distribution | Disney+           | Parte del Marvel Cinematic Universe |
| Hawkeye                           | 2021                       |                                                                                 | Disney Platform Distribution | Disney+           | Parte del Marvel Cinematic Universe |
| Moon Knight                       | 2022                       |                                                                                 | Disney Platform Distribution | Disney+           | Parte del Marvel Cinematic Universe |
| Ms. Marvel                        | 2022                       |                                                                                 | Disney Platform Distribution | Disney+           | Parte del Marvel Cinematic Universe |
| She-Hulk: Attorney at Law         | 2022                       |                                                                                 | Disney Platform Distribution | Disney+           | Parte del Marvel Cinematic Universe |
| Secret Invasion                   | 2023                       |                                                                                 | Disney Platform Distribution | Disney+           | Parte del Marvel Cinematic Universe |
| Echo                              | 2024                       | Disney+ e Hulu                                                                  | Disney Platform Distribution |                   | Parte del Marvel Cinematic Universe |

1. ↑  Sviluppata e inizialmente prodotta da Marvel Television, terminata dai Marvel Studios.[14]

### Speciali
Dal 2022, Marvel Studios produce degli speciali per Disney+. Il primo speciale prodotto è Werewolf by Night.
| Titolo                                   | Anno/i | Altre case di produzione | Distributore                 | Network originale | Notes                               |
| ---------------------------------------- | ------ | ------------------------ | ---------------------------- | ----------------- | ----------------------------------- |
| Licantropus                              | 2022   |                          | Disney Platform Distribution | Disney+           | Parte del Marvel Cinematic Universe |
| Guardiani della Galassia Holiday Special | 2022   |                          | Disney Platform Distribution | Disney+           | Parte del Marvel Cinematic Universe |

### Documentari
- Marvel Studios: Expanding the Universe (2019)
- Marvel Studios: Legends (2021)
- Marvel Studios: Assembled (2021)

### Cortometraggi
Tra il 2011 e il 2014 i Marvel Studios realizzarono cinque cortometraggi ambientati all'interno del Marvel Cinematic Universe che mostrano eventi o retroscena secondari rispetto agli eventi narrati nei film. Tali cortometraggi sono distribuiti all'interno delle edizioni home video dei film.